# Rudolf Sokol
Rudolf Sokol, né le 7 septembre 1887 à Altstadt en Silésie autrichienne et mort le 29 avril 1974 à Brême, est un peintre allemand. 

## Biographie
Rudolf Sokol étudie dans les académies de Munich et de Prague. Il vit d'abord à Wagstadt et, après la Seconde Guerre mondiale, à Brême, où il est membre du Bremer Künstlerbund. Il crée principalement des représentations de paysages.

## Distinctions honorifiques
- 1973 : Officier de l'ordre du Mérite de la République fédérale d'Allemagne[1].

## Expositions
- 1957 : Kunsthalle de Brême.
- 1959 : Exposition spéciale dans la Paula-Becker-Modersohn-Haus à Brême.
- 1972 : Kunstforum Ostdeutsche Galerie, Ratisbonne.